# Vapajärvi
Vapajärvi är en sjö i Kiruna kommun i Lappland och ingår i Torneälvens huvudavrinningsområde. Sjön har en area på 0,446 kvadratkilometer och ligger 432,1 meter över havet. Sjön avvattnas av vattendraget Pitsijoki.

## Delavrinningsområde
Vapajärvi ingår i det delavrinningsområde (758278-177465) som SMHI kallar för Inloppet i 757729-177281. Medelhöjden är 456 meter över havet och ytan är 18,9 kvadratkilometer. Det finns inga avrinningsområden uppströms utan avrinningsområdet är högsta punkten. Pitsijoki som avvattnar avrinningsområdet har biflödesordning 4, vilket innebär att vattnet flödar genom totalt 4 vattendrag innan det når havet efter 376 kilometer. Avrinningsområdet består mestadels av skog (53 procent) och sankmarker (42 procent). Avrinningsområdet har 0,86 kvadratkilometer vattenytor vilket ger det en sjöprocent på 4,6 procent.